# Dean Guitars

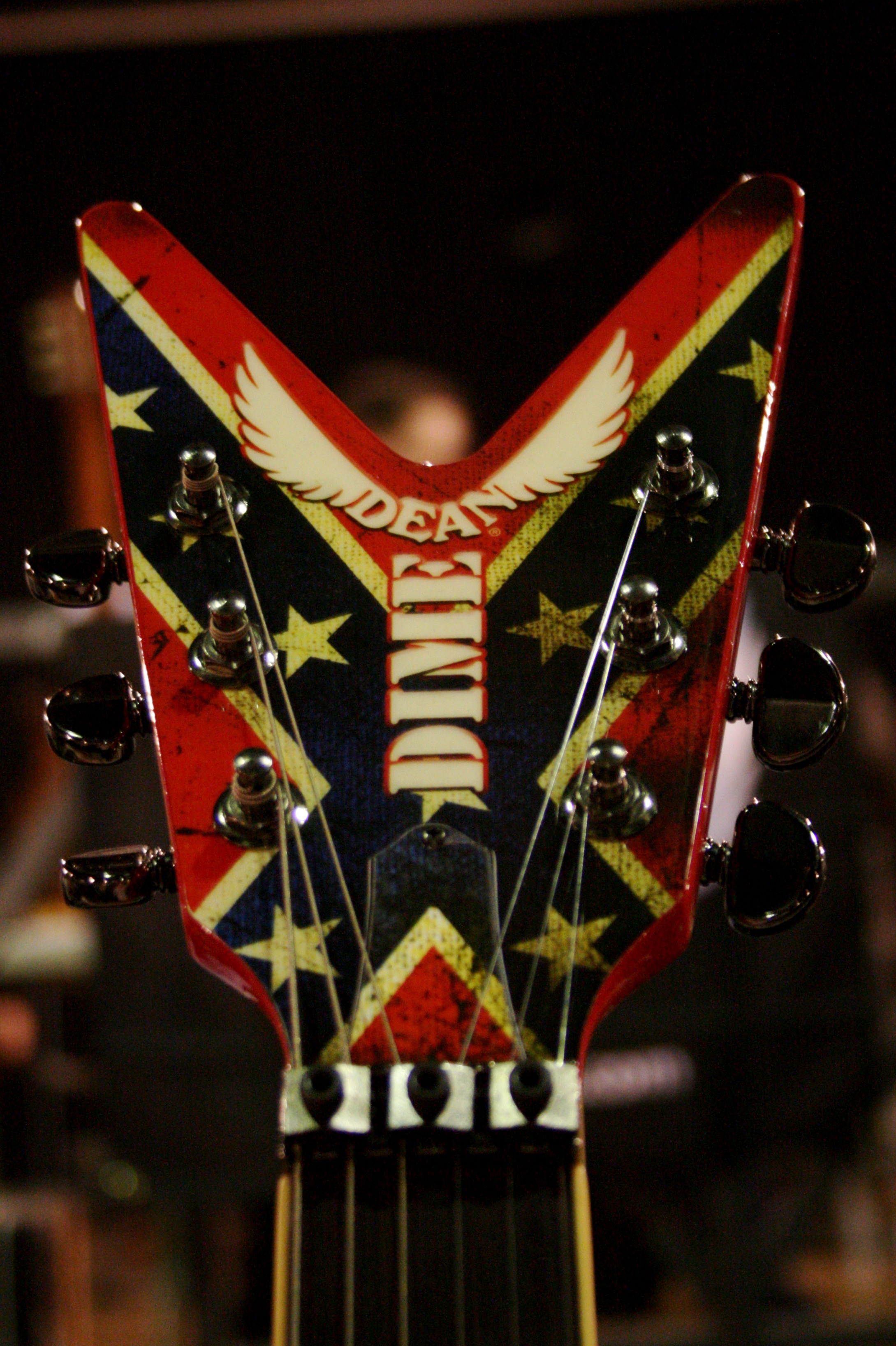
Główka gitary firmy Dean - Dimebag Darrell Signature

Dean Guitars – amerykański producent gitar założony w 1976. 
Produkuje gitary elektryczne i basowe – od tanich instrumentów dla początkujących po gitary profesjonalne, a także gitary akustyczne, klasyczne, banjo, mandoliny oraz wzmacniacze.
Najbardziej znanym propagatorem gitar Dean był gitarzysta heavymetalowy Dimebag Darrell. Poza tym gitar Dean używają m.in.: Zakk Wylde, Michael Schenker, Rudolf Schenker (Scorpions), Kerry King (Slayer) Michael Angelo Batio (Nitro), Matt Heafy & Corey Beaulieu (Trivium), Dusty Hill & Billy Gibbons (ZZ Top), Steve Clark & Phil Collen (Def Leppard), Jerry Cantrell (Alice in Chains), MIchael Amott (Arch Enemy) a także lider Megadeth - Dave Mustaine.
Użytkownicy gitar Deana w Polsce: 
- Litza - używał gitar Dean typu Explorer na trasie Varran z Comodo Tour '98 i podczas nagrywania albumu High Proof Cosmic Milk Acid Drinkers
- Popcorn - używa gitar Dean do ćwiczeń i podczas koncertów, są to modele V oraz ML.
- Olass - używał gitar Dean do ćwiczeń, podczas koncertów i nagrań studyjnych. Są to modele typu V oraz ML.
- Tomek "Lipa" Lipnicki i Adrian "Qlos" Kulik (Lipali),
- Nergal (Behemoth),
- Paweł "Drak" Grzegorczyk, Piotr "Pit" Kędzierzawski i Konrad "Saimon" Karchut (Hunter)